# 玉头姬鹟
玉头姬鶲（学名：Ficedula sapphira）为鶲科姬鶲属的鸟类。该物种的模式产地在印度。

## 亚种
- 玉头姬鶲老挝亚种（学名：Ficedula sapphira laotiana）。在中国大陆，分布于云南等地。该物种的模式产地在老挝。[2]
- 玉头姬鶲指名亚种（学名：Ficedula sapphira sapphira）。在中国大陆，分布于四川、云南等地。该物种的模式产地在印度。[3]
- 玉头姬鶲天全亚种（学名：Ficedula sapphira tienchuanensis）。在中国大陆，分布于四川、陕西等地。该物种的模式产地在四川。[4]